# جنكيز أوندر
جنكيز أوندر (بالتركية: Cengiz Ünder)‏ لاعب كرة قدم تركي، ولد في 14 يوليو من العام 1997 في سينديرغي بجمهورية تركيا. يلعب حاليًا مع نادي أولمبيك مارسيليا الفرنسي في مركز الجناح.

## مسيرته الكروية

### مع النوادي
بدأ آندر مسيرته الاحترافية في كرة القدم مع نادي ألتينوردو، ثم انتقل لاحقا لنادي إسطنبول باشاكشهر.
في 14 يوليو 2017، وقع جنكيز عقدًا مع نادي روما مقابل 14 مليون يورو.

### مع المنتخب
سبق لجنكيز وأن لعب مع منتخب تركيا تحت 18 سنة وكذلك الأمر بالنسبة لتحت 19 سنة، وقد تم استدعائه مؤخرًا للمشاركة مع منتخب تركيا تحت 21 سنة ثم في نوفمبر 2016 خاض أول مباراة رسمية له مع منتخب بلاده تركيا حين واجه منتخب كوسوفو.
سجل جنكيز أول هدف له مع منتخب تركيا في مباراة ودية أمام منتخب مولدوفا في مارس 2017.

## إحصائيات

### أهداف دولية
| رقم الهدف | التاريخ       | الملعب                            | الخصم   | النتيجة | النتيجة النهائية | المسابقة                          |
| --------- | ------------- | --------------------------------- | ------- | ------- | ---------------- | --------------------------------- |
| 1         | 27 مارس 2017  | نيو إسكي شهر ستاديوم، إسكي شهر    | مولدوفا | 0 - 3   | 1 - 3            | مباراة ودية                       |
| 2         | 11 يونيو 2017 | ملعب لورو بوريتشي، شقودرة ألبانيا | كوسوفو  | 1 - 2   | 1 - 4            | تصفيات كأس العالم لكرة القدم 2018 |

## روابط خارجية
- جنكيز أوندر على موقع الاتحاد الأوربي (الإنجليزية)
- جنكيز أوندر على موقع اتحاد تركيا (لاعب) (الإنجليزية)
- جنكيز أوندر على موقع الدوري الأمريكي (الإنجليزية)
- جنكيز أوندر على موقع إي إس بي إن إف سي (الإنجليزية)
- جنكيز أوندر على موقع قاعدة بيانات كرة القدم.إي يو (الإنجليزية)
- جنكيز أوندر على موقع ليكيب (الفرنسية)
- جنكيز أوندر على موقع ناشيونال فوتبول تيمز (الإنجليزية)
- جنكيز أوندر على موقع Soccerbase.com (لاعب) (الإنجليزية)
- جنكيز أوندر على موقع Soccerway.com (الإنجليزية)
- جنكيز أوندر على موقع عالم كرة القدم.نت (الإنجليزية)